# A Thin Line
A Thin Line ist eine deutsche Fernsehserie, die im Auftrag von Paramount+ von Weydemann Bros. produziert wurde und seit dem 16. Februar 2023 verfügbar ist.

## Handlung
Die Zwillingsschwestern Anna und Benni Krohn betreiben als fest entschlossen, schonungslos agierende Cyberaktivistinnen eine anonyme Plattform, auf der sie Umwelt- und Klimaverbrechen aufdecken. Als sie nach einem Hackerangriff auf die Regierung auffliegen, wird die introvertierte Anna vom BKA festgenommen. Die charismatische Benni hingegen kann fliehen und schließt sich der neu gegründeten terroristischen Umweltaktivisten-Gruppe „Der letzte Widerstand“ an. Um die Welt aufzurütteln, greifen ihre Mitglieder zu immer gewaltsameren Mitteln. Als sich Benni immer weiter radikalisiert, lässt sich Anna von ihrem Patenonkel Christoph Wandler, der die Cybercrime-Einheit beim BKA leitet, zur Mitarbeit überreden.

## Drehorte
Die Serie wurde von März bis Juli 2022 in Berlin, Brandenburg und Nordrhein-Westfalen gedreht. Einige Szenen wurden in den Räumlichkeiten des xHain Hack+Makespace in Berlin gedreht.

## Besetzung
| Rolle                     | Schauspieler     | Funktion                                                     |
| ------------------------- | ---------------- | ------------------------------------------------------------ |
| Anna Krohn                | Saskia Rosendahl | Umweltaktivistin und Hackerin                                |
| Benni Krohn               | Hanna Hilsdorf   | Umweltaktivistin und Hackerin                                |
| Christoph Wandler         | Peter Kurth      | Leitender Ermittler beim BKA                                 |
| Simon Geiger              | Sebastian Hülk   | Ermittler beim BKA                                           |
| Susi Kuijpers aka Rainman | Hadewych Minis   | Ehemalige Scharfschützin und Untergrund-Aktivistin           |
| Stella Rahn               | Lucia Kotikova   | IT-Spezialistin beim BKA                                     |
| Bijan Asfari              | Sohel Altan Gol  | Ermittler beim BKA                                           |
| Adam                      | Aniol Kirberg    | Programmierer und Grafikspezialist beim Messengerdienst Yell |

## Episodenliste
| Nr. (ges.) | Nr. (St.) | Originaltitel            | Erstveröffentlichung (D) | Länge   |
| ---------- | --------- | ------------------------ | ------------------------ | ------- |
| 1          | 1         | Climate Leaks            | 16. Feb. 2023            | 50 Min. |
| 2          | 2         | Gefangen                 | 16. Feb. 2023            | 49 Min. |
| 3          | 3         | Familienbande            | 23. Feb. 2023            | 48 Min. |
| 4          | 4         | Verrat                   | 2. März 2023             | 50 Min. |
| 5          | 5         | Wie weit wirst du gehen? | 9. März 2023             | 47 Min. |
| 6          | 6         | Kein Zurück              | 16. März 2023            | 46 Min. |

## Filmförderung
Die Produktion wurde von der Film- und Medienstiftung NRW, dem Medienboard Berlin-Brandenburg und dem German Motion Picture Fund gefördert. Die Produzenten Jakob und Jonas Weydemann überzeugten Paramount von dem Koproduktionsmodell mit Eigenanteil und Förderungssummen in Höhe von 800.000 Euro durch die Film- und Medienstiftung NRW, 250.000 Euro durch das Medienboard Berlin-Brandenburg sowie 2,1 Millionen durch den German Motion Picture Fund.

## Rezeption
Matthias Hannemann von der Frankfurter Allgemeinen lobt die „treffende Besetzung und frische Inszenierung“ und kritisiert lediglich den Aspekt des Familiengeheimnisses, den das Drehbuch seiner Meinung nach nicht gebraucht hätte.
Neben kleineren Kritikpunkten äußert sich auch die taz weitestgehend positiv und schrieb: „So wird „A Thin Line“ zu einem spannenden Politthriller in Indie-Film-Optik, der seine unmittelbare Relevanz nicht ostentativ vor sich herträgt, sondern tatsächlich cool statt bemüht wirkt. Schauspielerisch wird Großes geboten, nicht zuletzt von der immer sehenswerten Saskia Rosendahl und der noch viel zu unbekannten Hanna Hilsdorf als selbst in der Dialektfärbung ungleichen Schwestern.“
Die musikalische Untermalung der Serie wird unter anderem auf Filmtoast.de gelobt: „Dazu kommt dann noch eine Elektro-Musik-Untermalung, die wirklich gelungen ist und genau noch so unaufdringlich vor sich hindudelt, dass die Spannung davon profitiert.“